# كريس كولز
كريس كولز (بالإنجليزية: Chris Coles)‏ هو لاعب كرة الريشة بريطاني، ولد في 14 أغسطس 1992 في برستل في المملكة المتحدة.

## وصلات خارجية
- كريس كولز على موقع BWF.tournamentsoftware.com (الإنجليزية)
- كريس كولز على موقع BWFbadminton.com (الإنجليزية)